# Барвінковий провулок (Київ)
Барві́нковий провулок — зниклий провулок, що існував у Подільському районі міста Києва, місцевість Пріорка. Пролягав від Маломостицької вулиці до Брестської вулиці.

## Історія
Провулок виник в 1-й половині XX століття під назвою Нова вулиця. Назву Барвінковий провулок отримав 1955 року. Ліквідований у зв'язку зі зміною забудови в 1-й половині 1980-х років. 